# Округ Мостиска
Округ Мости́ска (нем. Bezirk Mościska, Мости́сский уезд, пол. Powiat mościski) — административная единица коронной земли Королевства Галиции и Лодомерии в составе Австро-Венгрии, существовавшая в 1850—1918 годах. Административный центр — Мостиска.
Площадь округа в 1879 году составляла 7,9357 миль² (456,62 км²), а население 60 569 человек. Округ насчитывал 76 поселений, организованные в 73 кадастровых муниципалитета. На территории округа действовало 2 районных суда — в Мостиске и Судовой Вишне.
В течение 1915 года уезд входил в состав Перемышльской губернии, образованной на занятой русскими войсками территории Австро-Венгрии.